# Lazhar Hakkar
Pour les articles homonymes, voir Hakkar.
Lazhar Hakkar est né le 13 décembre 1945 à Khenchela  et décédé le 19 septembre 2013  à Alger. Il est artiste peintre  et reconnu comme le peintre de la mémoire en Algérie.

## Parcours
Lazhhar Hakkar a étudié à l'École supérieure des beaux-arts d'Alger de 1963 à  1966,. Il a obtenu le troisième prix de peinture organisé par l'École des beaux-arts  en 1967, le deuxième prix de la ville d'Alger en 1972, et, en 1976, le grand prix de la ville d'Alger. Lazhar Hakkar a puisé à diverses sources, dont celle de M'hamed Issiakhem, Ses peintures empruntent leurs thèmes à de nombreux aspects de la culture algérienne ou maghrébine. Son oeuvre semble mettre en jeu le statut de l'être humain, allant quasiment jusqu'à atteindre un plan ontologique . Le peintre a vécu dix ans à Sidi Bou Saïd, pratiquant également la miniature, la sculpture, la photographie et la calligraphie.

## Exposition
Lazhar expose à Alger d'abord ainsi que dans plusieurs villes en Algérie. Pendant l’année 1986, il expose au Musée des arts orientaux Moscou. Il a exposé dans plusieurs pays comme la France, la Tunisie, l'Italie, la Chine, la Bulgarie, la Pologne, l'Allemagne, le Japon et l’Indonésie.
Sa dernière exposition, intitulée « Traversée de la mémoire », s'est tenue en 2013 au Musée public national d’Art moderne et contemporain d’Alger.

## Œuvres
Plusieurs de ses œuvres se trouvent  au Musée national des beaux-arts d'Alger et au Musée public national d’Art moderne et contemporain d’Alger, ainsi que dans plusieurs pays comme la Tunisie, la France, l'Allemagne, les États-Unis, l'Italie et la Chine.
Parmi ses chefs-d’œuvre: Reggane, La Traversée de la mémoire, Hizia, Chaouia, etc.